# Abroscopus
Abroscopus là một chi chim trong họ Cettiidae.